# 須藤季夫
須藤 季夫（すどう すえお、1953年 - ）は、日本の政治学者。専門は、対外政策論、日本の東南アジア外交。
千葉県生まれ。国際基督教大学大学院で修士号、ミシガン大学大学院で博士号取得。東南アジア研究所（シンガポール）専任研究員、佐賀大学文化教育学部教授を経て、現在、南山大学総合政策学部教授。

## 著書
- The Fukuda Doctrine and ASEAN: New Dimensions in Japanese Foreign Policy, (Institute of Southeast Asian Studies, 1992).
- 『東南アジア国際関係の構図――理論地域学をめざして』（勁草書房, 1996年）
- The International Relations of Japan and South East Asia: Forging a New Regionalism, (Routledge, 2002).
- 『国家の対外行動』（東京大学出版会, 2007年）

## 論文
- 「東南アジアにおける国際関係」『佐賀大学教育学部研究論文集』40巻2-1号（1992年）
- 「日本-アセアン関係のイメージと現実」『佐賀大学教育学部研究論文集』42巻1号（1994年）
- 「東アジアにおける新たな地域主義と地方自治体」『佐賀大学教育学部研究論文集』43巻1号（1995年）
- 「『アイディア』と対外政策決定論――福田ドクトリンをめぐる日本の政策決定過程」『国際政治』108号（1995年）
- 「東南アジア研究の課題と方法――『理論地域学』を求めて」『佐賀大学教育学部研究論文集』44巻1号（1996年）
- 「変動期の日本外交と東南アジア」日本政治学会編『年報政治学 1997』（岩波書店, 1997年）
- 「日本外交におけるASEANの位置」『国際政治』116号（1997年）
- 「東南アジアの安全保障と民主化――冷戦後平和秩序の模索」『平和研究』22号（1997年）
- "A Reinvigorated Version of Japan's Comprehensive Security", in James C. Hsiung ed., Twenty-first Century World Order and the Asia Pacific: Value Change, Exigencies, and Power Realignment, (Palgrave, 2001).
- "The Emerging Patterns of Japanese Foreign Policy in the l990s: Ideas, Networks, and East Asia", 『アカデミア（人文・社会科学編）』75号（2002年）
- 「コンストラクティヴィズムと対外行動論――アセアン地域主義研究の基礎作業として」『アカデミア（人文・社会科学編）』80号（2005年）
- 「対外行動論と国内要因――ASEANの対外行動を説明する分析枠組みをめざして」『アカデミア（人文・社会科学編）』83号（2006年）
- 「東南アジアのテロリズムと地域安全保障体制の模索」『アカデミア（人文・社会科学編）』84号（2007年）